# Rumex gangotrianus
Rumex gangotrianus är en slideväxtart som beskrevs av B.S. Aswal & S.K. Srivastava. Rumex gangotrianus ingår i släktet skräppor, och familjen slideväxter. Inga underarter finns listade i Catalogue of Life.